# Považská Bystrica
Považská Bystrica (maďarsky Vágbeszterce, německy Waagbistritz) je slovenské okresní město v Trenčínském kraji, 25 km jihozápadně od Žiliny na řece Váh. Žije zde přibližně 37 tisíc obyvatel.

## Historie

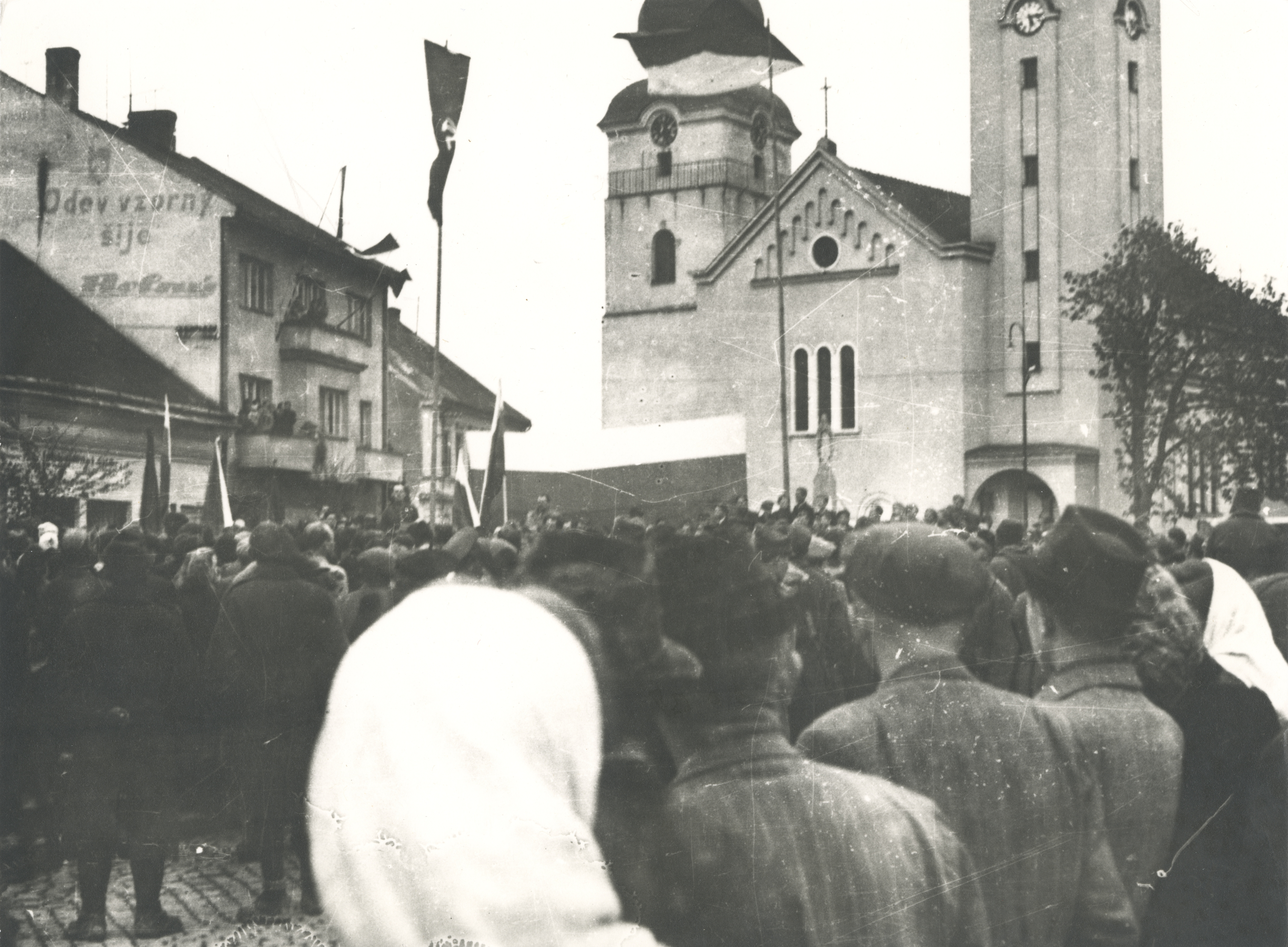
Obyvatelé Považské Bystrice vítají rumunské vojenské oddíly, duben 1945.

Okolí Považské Bystrice bylo vzhledem k výhodné poloze při řece Váh osídleno již v pozdní době kamenné. Na území města byly objeveny úlomky 4 500 let staré keramiky bádenské kultury.
Dějiny města jsou spojeny s historií zdejšího hradu, který byl poprvé připomínán v roce 1316. První písemná zmínka o městě pochází z roku 1330. Městská práva Považská Bystrica získala v roce 1398. V této době zde vznikl gotický kostel, který později prošel barokní přestavbou. Během husitských válek zničilo Považskou Bystricu husitské vojsko.
V roce 1458 prodal uherský král Matyáš Korvín Považskou Bystrici i s 16 přilehlými vesnicemi Ladislavu Podmanickému. Šlechtický rod Podmanických vlastnil Považskou Bystrici do roku 1558, kdy vymřel po meči.
Roku 1929 zde vznikla pobočka Zbrojovky Brno a město se začalo rychleji rozvíjet. Od roku 1946 se zbrojovka přejmenovala na Považské strojárne a provoz ukončila v roce 2000. Považská Bystrica se v roce 1948 stala okresním městem.

## Pamětihodnosti
- Považský hrad, zřícenina hradu ze 14. století, který byl zničen v roce 1698
- Kostel Navštívení Panny Marie ze 14. století, přestavěný v roce 1941. V interiéru je tzv. epitaf Rafaela Podmanického.
- Kaštel Burg v městské části Považské Podhradie
- Kaštel Orlové, barokní zámeček ze 17. století v městské části Orlové
- Kalvárie, 13 klasicistních kaplí z let 1805–1807 na kopci Kamenec
- Orlovský most, technická památka původně z let 1933–1935, zničena v roce 1945 a znovu vybudována v letech 1946–1949. Hlavní proud automobilové dopravy se v roce 2010 přesunul na 957 m dlouhou bystrickou estakádu.
- Száparayovský zámek v městské části Považské Podhradie
- Administrativní budova státních orgánů, dvanáctipatrová budova z let 1968–1978 z oceli, skla a železobetonu

## Osobnosti
- Irena Blühová (1904–1991), fotografka
- Janko Kroner (* 1956), herec
- Simona Martausová (* 1988), zpěvačka a herečka
- Dorota Nvotová (* 1982), herečka a zpěvačka
- Ján Piroh (1946–2003), dokumentarista
- Marián Vajda (* 1965), tenista a trenér
- Martin Poliačik (* 1980), pedagog, filozof a politik
- Michal Maximilián Scheer (1902–2000), architekt
- Jaroslava Němcová (* 1971), česká politička a ministryně práce a sociálních věcí ČR v demisi

## Doprava
Hlavní dopravní tepnou vedoucí přes město je slovenská dálnice D1 vystavěná v letech 2008–2010, která vede z Bratislavy do Žiliny a dále pak do Popradu, Prešova a Košic. Vedlejší cesty přes město jsou cesta II/517 do Rajca a Prievidze a cesta II/507 do Púchova. Považskou Bystricí prochází železniční trať Bratislava–Žilina. Trať se navíc u nedalekého města Púchov větví a jedna z tratí pokračuje přes Beskydy na Moravu a město tak má dobré spojení s Českou republikou. Městská hromadná doprava provozuje asi 15 autobusových linek.

## Části města
Považská Bystrica se dělí na tyto části:
| - Centrum - Sídlisko Lány - Sídlisko SNP - Podmanín - Praznov - Zemiansky Kvášov - Považská Teplá - Vrtižer - Orlové - Považské Podhradie | - Podvažie - Milochov - Šebešťanová - Horný Moštenec - Dolný Moštenec - Sídlisko Rozkvet - Sídlisko Zakvášov - Sídlisko Hliny - Sídlisko Stred - Sídlisko Kolónia |

## Galerie

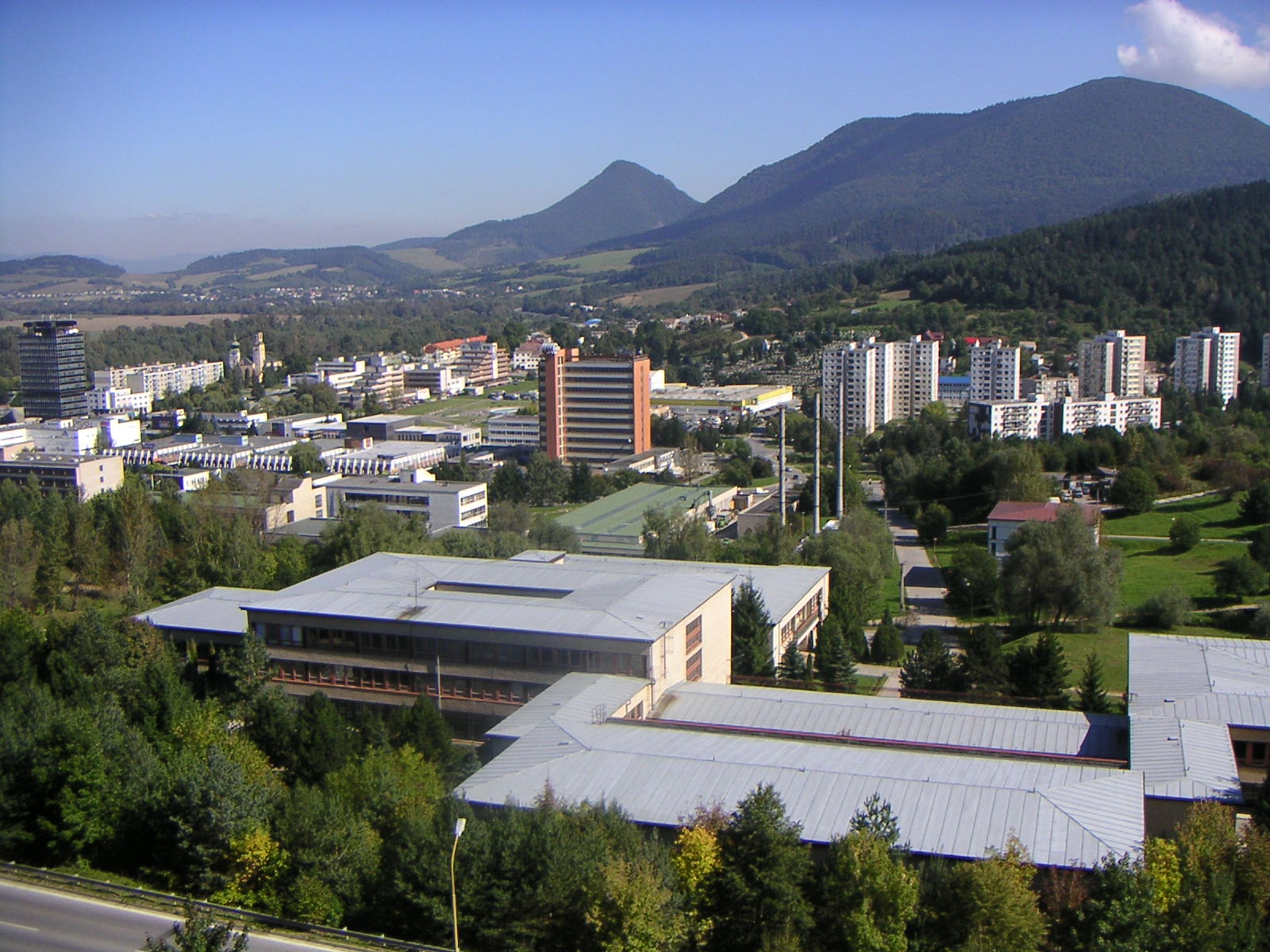
Pohled na město
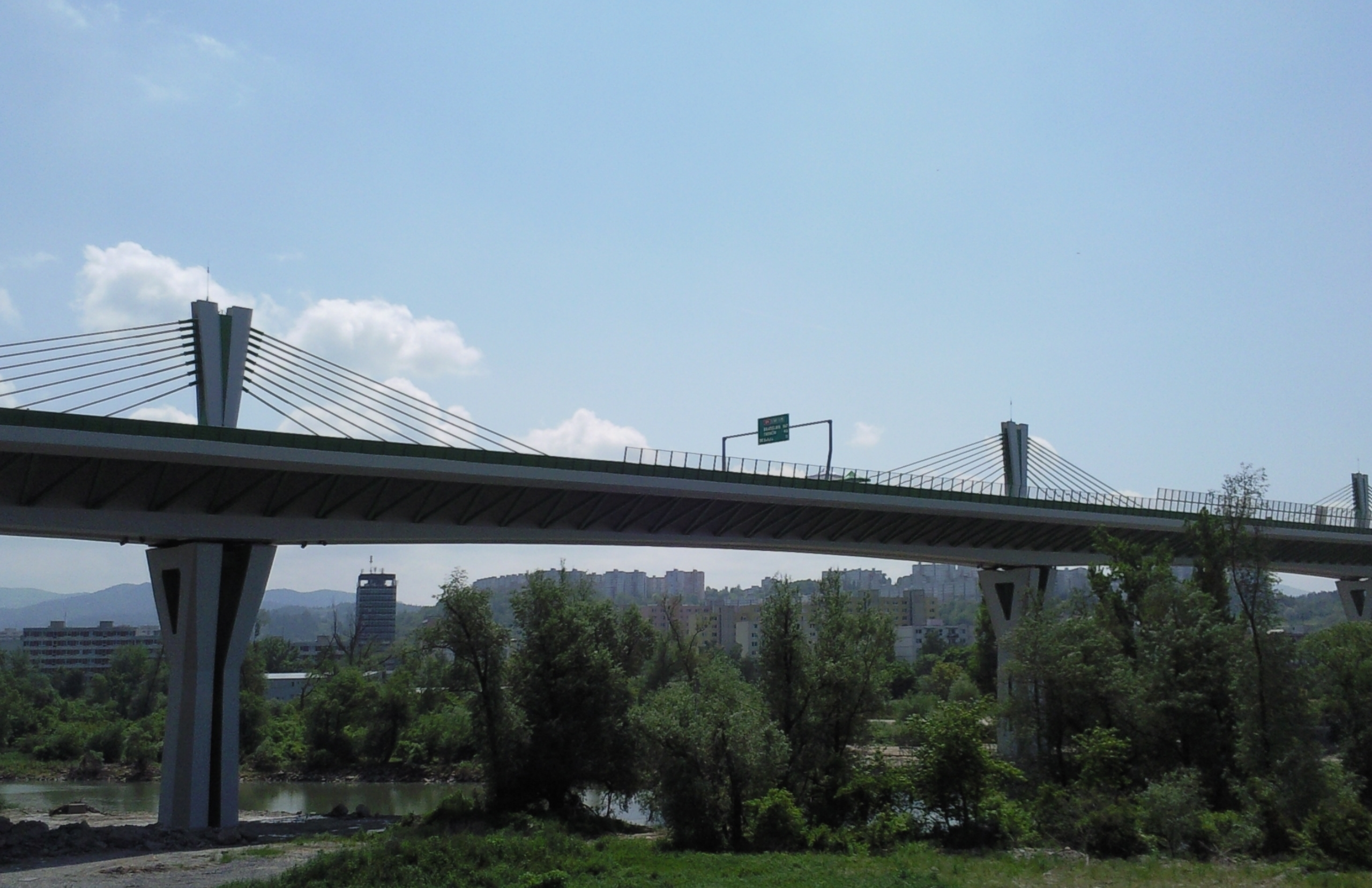
Dálnice D1 vedoucí nad městem
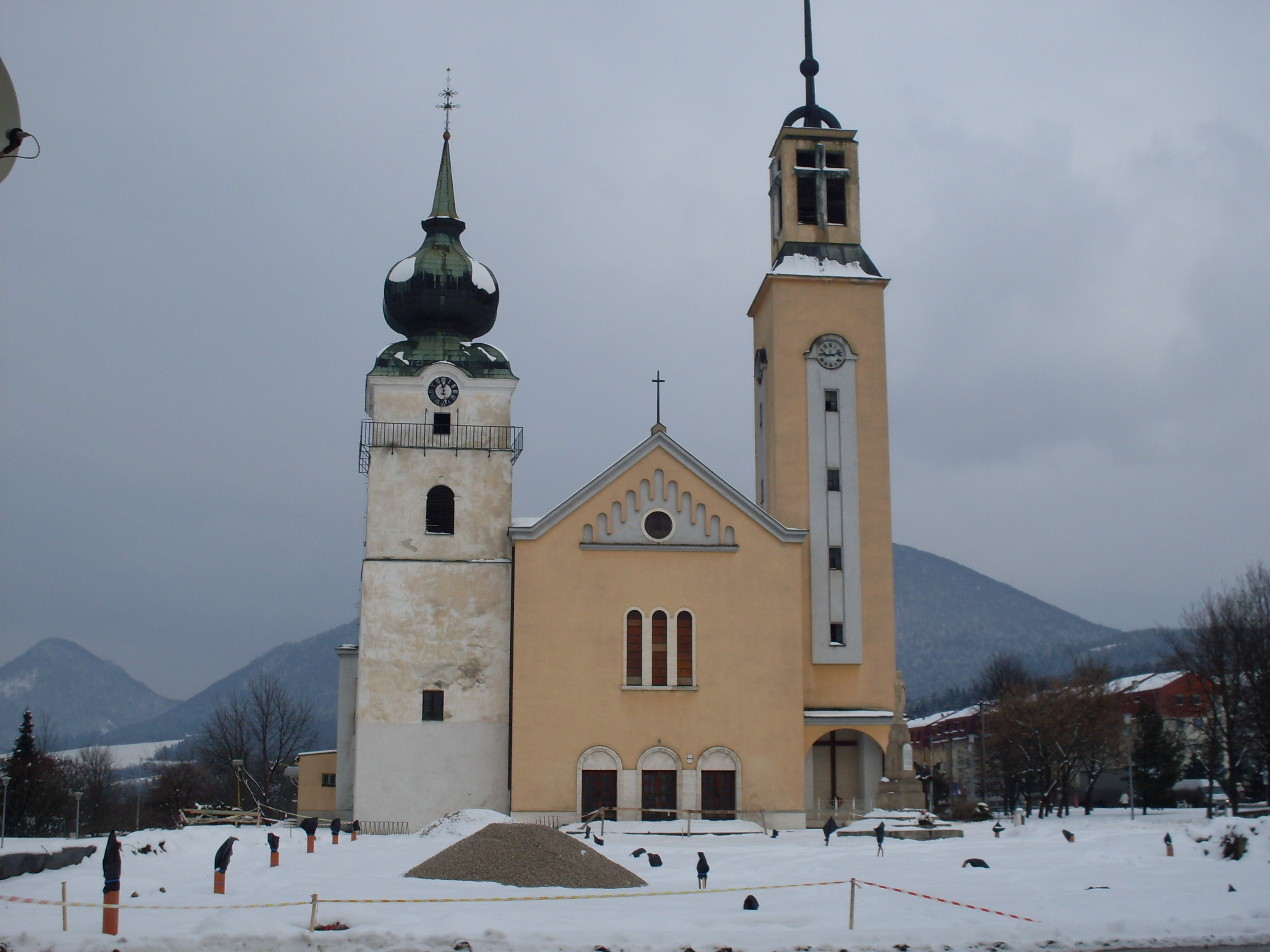
Kostel navštívení Panny Marie
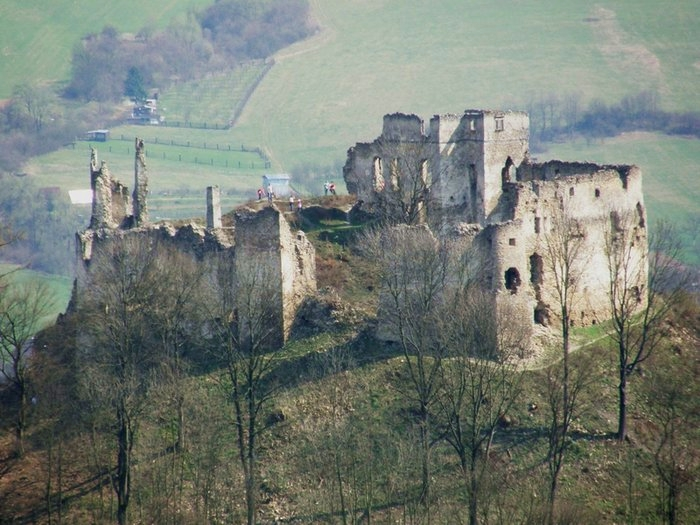
Považský hrad
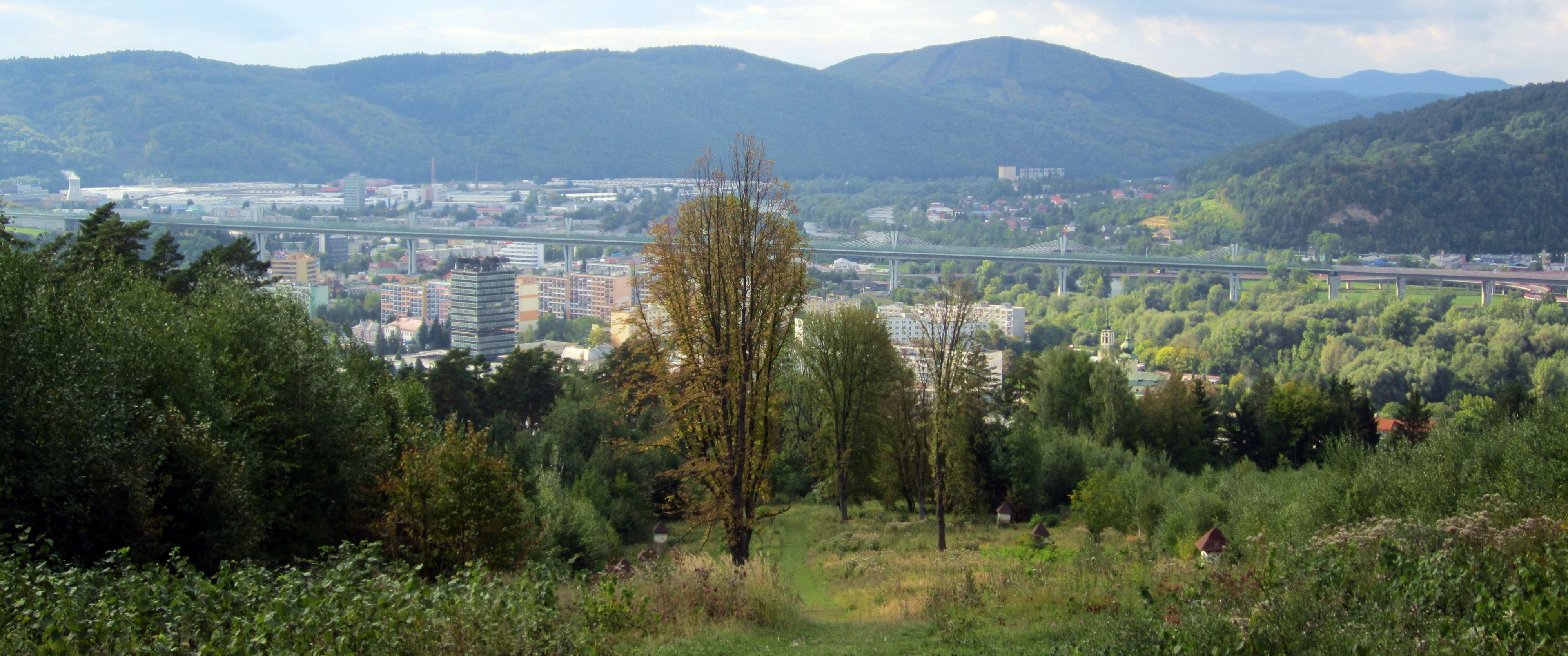
Pohled na město od považskobystrické kalvárie

## Partnerská města
- Rožnov pod Radhoštěm, Česko
- Zubří, Česko
- Báčska Palanka, Srbsko
- Holešov, Česko